# Fontana Maggiore
De Fontana Maggiore is een bekend monument in Perugia, in Umbrië, Italië.

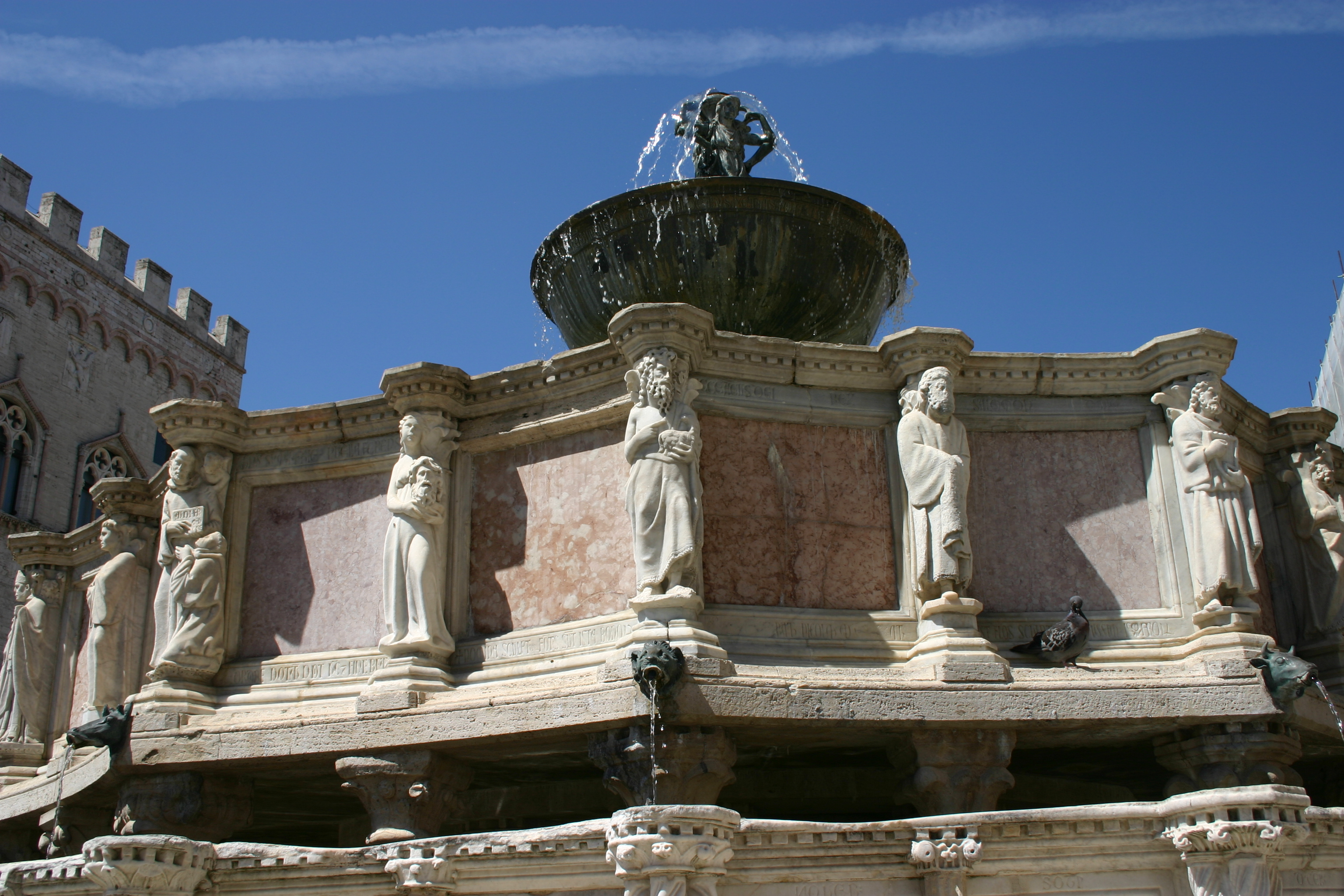

Het is een van de bekendste fonteinen van Italië en ligt op de Piazza IV Novembre, tussen het Palazzo dei Priori, het stadhuis, en de San Lorenzo kathedraal. Een weinig bekende monnik, Fra Bevignate, ontwierp de fontein in 1270 om het water op te vangen van Perugia's eerste aquaduct.
Aan Nicola en Giovanni Pisano werd gevraagd 48 reliëfs te maken om de fontein te versieren. Twaalf ervan stellen een in de middeleeuwen geliefd onderwerp voor: de maanden van het jaar, vergezeld van hun teken in de dierenriem. Daartussen brachten vader en zoon taferelen aan die Romeinse legenden, de fabels van Aesopus, heiligenlevens, verpersoonlijkingen van de wetenschappen en de kunsten en dergelijke voorstellen. Ze geven een volledig beeld van de middeleeuwse wereld. Erboven houden 24 heiligen het gezelschap van drie waternimfen. Deze beelden werden later aangebracht.